# 阿克蘇耶克
阿克蘇耶克，即白骨頭，是傳統哈薩克族社會的特權階層，地位在各部落和三玉茲之上。
白骨頭包括成吉思汗家族成員(托熱)、以及自認為是阿拉伯傳教士後裔的和卓種姓。他們有免稅和不受比法院審判的特權。
沙皇俄國政府後來限制了阿克蘇耶克的影響力。在蘇聯統治下，他們受到政治迫害。現在，阿克蘇耶克人的後裔最常出現於中玉茲地區。